# 木材流送

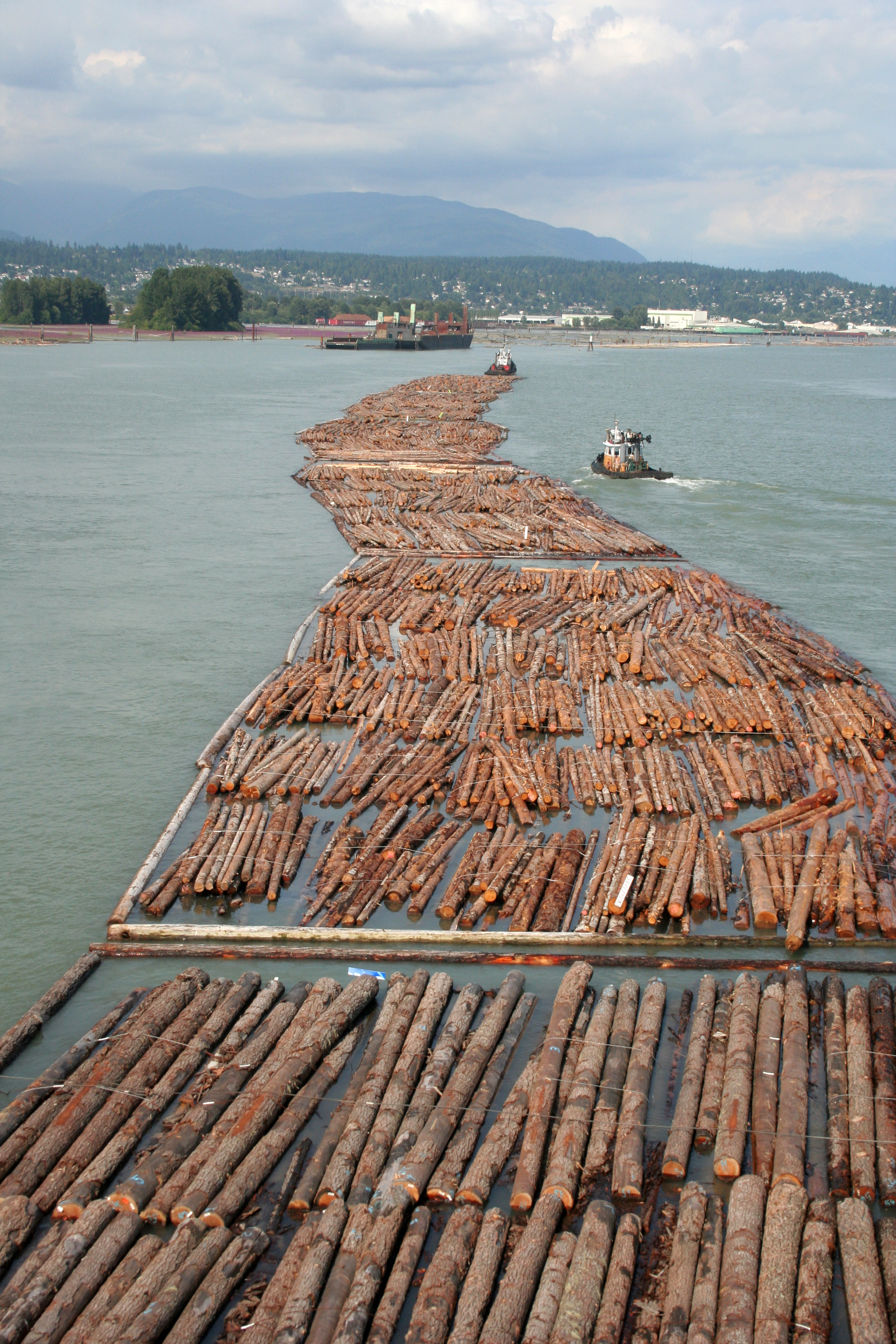
カナダのバンクーバーへの輸送（2006年8月）。

木材流送（もくざいりゅうそう）は、河川の水流を利用して木材を搬出すること。林道を含めた道路の建設や自動車が出現し、性能が向上するまでは、大型で重量のある木材を最も早くかつ大量に遠隔地へ運搬する一般的な手段であり、広く用いられていた。

## 管流
管流（くだながし）は木材を一本ずつ流下させる方法で、もっとも原始的である。欠点は、河岸や河床などに衝突して損傷し、質や量の低下が少なからず生じること、また時代が下るにつれて橋が架かるようになると、それらに与える被害も無視できないものとなった。流送を行う時期は、積雪地域では春先の流量が豊富な時期に、それ以外の地域は秋から冬にかけて行われた。川の水深は、0.5m-1.0m程度があれば十分（むしろ網場で木材を回収しやすい）とされたが、水量が少ないが地形的な条件の良い場所では、鉄砲堰が組まれて一度に流送する手段も取られた。薪炭材とする広葉樹は、比重が重いため二ツ割、四ツ割にしてから流すことも行われた。

## 筏流し

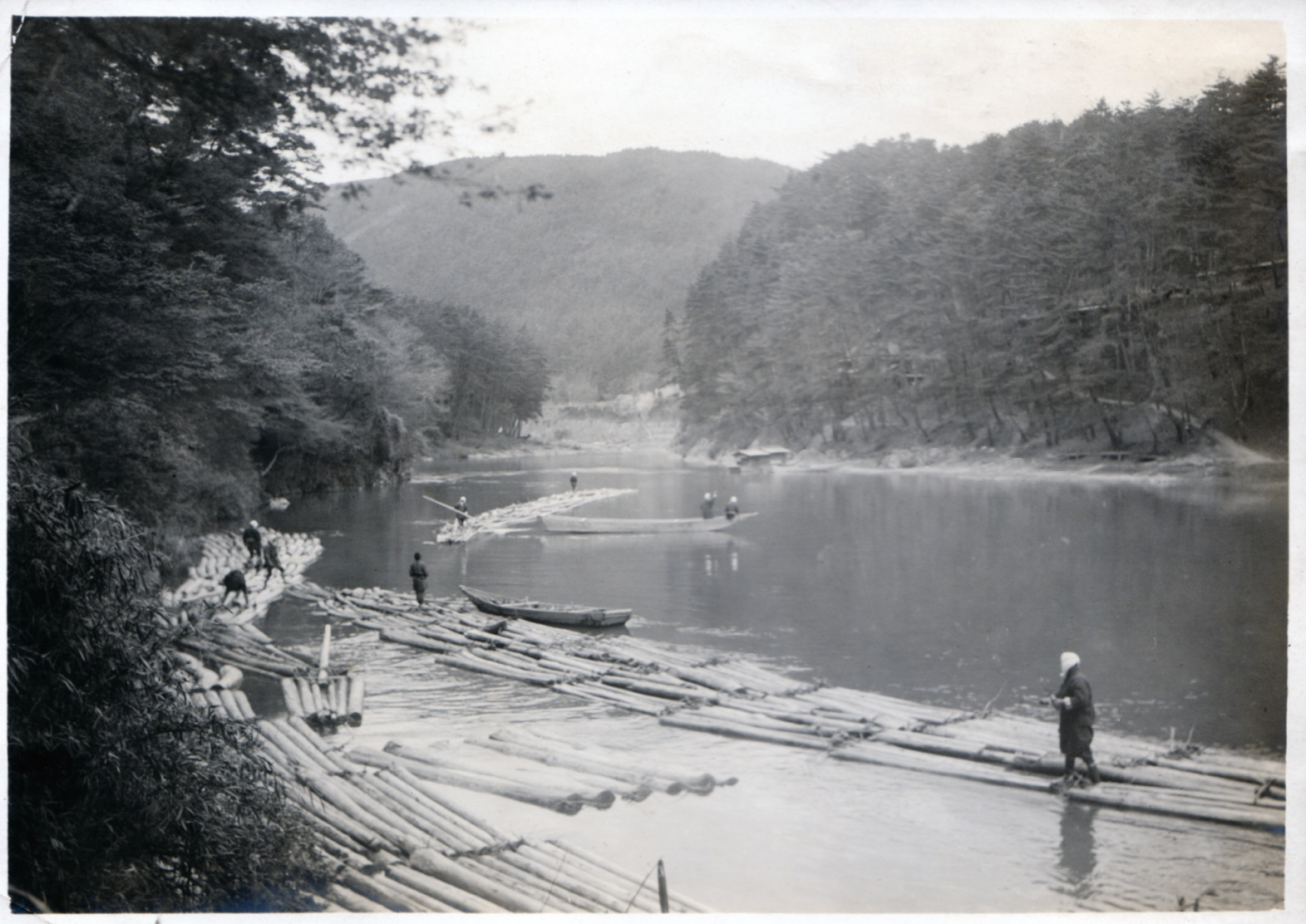
筏流し（1912年）

筏流し（いかだながし）は、多数の木材を筏に編んでから流下させる方法である。運材の費用は長距離輸送になるほど陸運と比べて安いものとなった。筏の編み方は地方により異なったが、数本から数十本の木材を並べて結束して床（とこ）をつくり、数枚の床を連結して筏とした。乗下げに当たっては、通常は2人（大型のものは4人）が筏に乗り、棹とあおり（オール）で操作を行い下流へ向かった。筏流しに適した大河川では電源開発が進み、天竜川では大型のダム建設が進んだ1956年前後には陸送に転換、米代川でも1965年前後には姿を消している。
筏乗りについては「筏師」の項を参照のこと。
日本国内では一時的に消滅した筏下りだが、各地域において歴史的な再評価が行われるようになった。和歌山県北山村では1979年から観光振興も兼ねた筏流しが行われるなど、各地で運送業ではなく伝統の視点で復活が試みられている。
2022年、ヨーロッパのオーストリア、チェコ、ドイツ、ラトビア、ポーランド、スペインの6カ国の筏流しはUNESCOの無形文化遺産に登録される。

### 編筏
紀伊半島の北山川の例では、丸太の両端に「メガ穴」をあけて捻木（ねじき）を通し、必要な本数を集めて緊縛する手法が採られていた。これらは穴を開ける手間や穴を開ける分、長く採材しなければならないデメリットがあったため、大正年間になると丸太の両端に鉄釻（てつかん）と呼ばれる金具を打ち込んで緊縛する手法に変わった。編筏は幅4尺、長さ2間で緊縛したものを1床とし、8床連結したものを並筏と呼んだ。この単位は地域により異なり、隣接する吉野地域では倍近くの長さでも並筏と呼んでいた。

## 角乗
角材になったものを人が乗って水上で動かすことを角乗という。

## 筏乗りの出身地
富山県、岐阜県は多くの筏乗りを輩出した。大正年間の地方からの出稼ぎを語る上で、県を代表する職種の一つとなっている。